# 5404-es mellékút (Magyarország)
Az 5404-es mellékút egy bő 27 kilométeres hosszúságú, négy számjegyű mellékút Bács-Kiskun vármegye területén; Kiskunmajsát köti össze Bócsával és az 54-es főúttal.

## Nyomvonala
Bócsa lakott területének északi szélén ágazik ki az 54-es főútból, annak a 36+150-es kilométerszelvénye közelében, délkelet felé. Kezdeti szakasza a Tanács út nevet viseli, majd mintegy 700 méter után délnyugatnak fordul és a Bem József utca nevet veszi fel. Majdnem pontosan egy kilométer után visszatér a kezdeti irányához, onnét a falu déli széléig a Kossuth Lajos út nevet viseli. Nagyjából a második kilométerét elhagyva lép ki a lakott területről, de még majdnem egészen a kilencedik kilométeréig Bócsa határai között marad, irányát sűrűn váltogatva.
Szank határai közt folytatódik, ott hellyel-közzel délkeleti irányt követve, így találkozik a Kecskemét–Kiskunmajsa-vasútvonallal, nagyjából 16,5 kilométer után. Egy rövid szakaszon egymás mellett haladnak, majd az út keresztezi a vágányokat és kelet felé eltávolodik azoktól; szinte ugyanott egyúttal be is lép e község házai közé. A belterületen a Béke utca nevet viseli, egészen a falu keleti széléig, amit majdnem pontosan 19,5 kilométer után ér el. A külterületen egy darabig még települési neve is van: az 1956-os forradalom egyetlen fiatal szanki áldozatának emlékére a Magyar Zoltán utca nevet viseli, egészen a település keleti határáig, amit kevéssel 21,4 kilométer megtétele előtt ér el.
Hátralévő szakaszát már Kiskunmajsa határai közt teljesíti: hamarosan visszatér a vasút nyomvonala közelébe, 22,5 kilométer után ismét keresztezi a vágányokat, majd azok déli oldalán folytatódik, itt is jellemzően délkeleti irányt követve. A 26. kilométere táján eléri a város belterületének északnyugati szélét, pár száz méterrel arrébb pedig elhalad Kiskunmajsa vasútállomás térsége mellett, attól nyugatra. Hamarosan újból síneket keresztez, de azok már a Kiskunhalas–Kiskunfélegyháza-vasútvonal vágányai; a sorompó után pedig kiágazik belőle észak felé az 54 309-es számú mellékút az említett állomás kiszolgálására. Városon belüli szakasza a Fő utca nevet viseli, így is ér véget, beletorkollva az 5402-es útba, annak majdnem pontosan a 31. kilométerénél.
Teljes hossza, az országos közutak térképes nyilvántartását szolgáló kira.gov.hu adatbázisa szerint 27,384 kilométer.

## Települések az út mentén
- Bócsa
- Szank
- Kiskunmajsa